# Aimee Pratt
Aimee Pratt (* 3. Oktober 1997 in Manchester) ist eine britische Leichtathletin, die sich auf den Hindernislauf spezialisiert hat.

## Leben
Aimee Pratt wurde in Manchester geboren und lebt heute in Stockport. Nach dem Schulabschluss nahm sie ein Studium der Anatomie an der University of Manchester auf. Nachdem sie 2014, mit Unterstützung der Diane Modahl Sports Foundation, mit dem Hindernislauf begann, kam sie bald daraufhin in Kontakt mit ihrem heutigen Trainer Vicente Modahl, dem Ehemann der namensgebenden Gründerin der Stiftung. Im Laufe ihrer Universitätsausbildung stellte sie neue Universitätsrekorde in Großbritannien auf.

## Sportliche Laufbahn
Aimee Pratt begann im Alter von 13 Jahren mit der Leichtathletik. Zunächst trat sie vor allem über die Mittelstrecke an. 2014 begann sie mit dem Hindernislauf und belegte in ihrem ersten nationalen Meisterschaftsfinale den sechsten Platz in der Altersklasse U20. Zwei Jahre später begann sie in derselben Altersklasse mit Bestzeit von 10:19,08 min die Goldmedaille. Damit qualifizierte sie sich für die U20-Weltmeisterschaften in Bydgoszcz. Als Neunte ihres Vorlaufes verpasste sie dabei den Einzug in das Finale. Im Jahr darauf nahm sie zum ersten Mal bei den nationalen Meisterschaften der Erwachsenen teil und belegte im Finale den achten Platz. Später im Juli trat sie, erneut in Bydgoszcz, bei den U23-Europameisterschaften an. Als zweite ihres Vorlaufes erreichte sie das Finale, in dem sie auf Platz 14 das Ziel erreichte. 2018 stellte sie Ende Mai in Belgien in 9:50,17 min eine neue Bestzeit auf.
2019 stellte sich im Rückblick als das Jahr ihres Durchbruchs dar. Sie stellte über fünf verschiedene Distanzen neue Bestleistungen auf. Im Juni wurde sie Britische U23-Meisterin, bevor sie einen Monat später zum zweiten Mal an den U23-Europameisterschaften teilnahm. Erneut erreichte sie dabei das Finale, das sie diesmal als Elfte beendete. Ende August gewann sie zunächst Bronze bei den Britischen Meisterschaften und verbesserte ihre Bestzeit kurz darauf auf 9:39,60 min. Damit qualifizierte sie sich für die Weltmeisterschaften in Doha und damit ihre ersten internationalen Meisterschaften im Erwachsenenbereich. In ihrem Vorlauf belegte sie den achten Platz und verpasste damit den Einzug in das Finale. 2020 stellte sie im August in 6:18,48 min einen neuen nationalen U23-Rekord über 2000 Meter Hindernis auf. Anfang September wurde sie mit neuer Bestzeit von 9:30,73 min zum ersten Mal Britische Meisterin und lief damit die achtschnellste Zeit des Jahres sowie die fünftschnellste jemals von einer Britin gelaufenen Zeit. Anfang Juni 2021 steigerte sich Pratt im spanischen Huelva auf 9:25,89 min und qualifizierte sich damit für die Olympischen Sommerspiele in Tokio. Nachdem sie Ende Juni Britische Vizemeisterin wurde, trat sie Anfang August im Vorlauf der Olympischen Spiele an, verpasste als Elfte ihres Laufes allerdings den Einzug in das Finale.
2022 nahm Pratt in den USA an ihren zweiten Weltmeisterschaften teil. Als Sechste ihres Vorlaufes zog sie in ihr erstes WM-Finale ein. Darin lief sie eine Zeit von 9:15,64 min, womit sie den siebten Platz belegte und zudem zwischenzeitlich einen neuen britischen Nationalrekord aufstellte. Kurz darauf trat sie in der Heimat bei den Commonwealth Games an und verpasste als Vierte im Finale knapp die Medaillenränge. Kurz darauf trat sie bei den Europameisterschaften in München an und belegte im Finale, wie schon bei den Weltmeisterschaften, den siebten Platz.

## Wichtige Wettbewerbe
| Jahr                               | Veranstaltung                      | Ort                                | Platz                              | Disziplin                          | Zeit                               |
| Startet für Vereinigtes Königreich | Startet für Vereinigtes Königreich | Startet für Vereinigtes Königreich | Startet für Vereinigtes Königreich | Startet für Vereinigtes Königreich | Startet für Vereinigtes Königreich |
| ---------------------------------- | ---------------------------------- | ---------------------------------- | ---------------------------------- | ---------------------------------- | ---------------------------------- |
| 2016                               | U20-Weltmeisterschaften            | Bydgoszcz                          | 16.                                | 3000 m Hindernis                   | 10:25,51 min                       |
| 2017                               | U23-Europameisterschaften          | Bydgoszcz                          | 14.                                | 3000 m Hindernis                   | 10:28,64 min                       |
| 2019                               | U23-Europameisterschaften          | Gävle                              | 11.                                | 3000 m Hindernis                   | 10:18,98 min                       |
| 2019                               | Weltmeisterschaften                | Doha                               | 21.                                | 3000 m Hindernis                   | 9:38,91 min                        |
| 2021                               | Olympische Sommerspiele            | Tokio                              | 34.                                | 3000 m Hindernis                   | 9:47,56 min                        |
| 2022                               | Weltmeisterschaften                | Eugene                             | 7.                                 | 3000 m Hindernis                   | 9:15,64 min                        |
| 2022                               | Commonwealth Games                 | Birmingham                         | 4.                                 | 3000 m Hindernis                   | 9:27,41 min                        |
| 2022                               | Europameisterschaften              | München                            | 7.                                 | 3000 m Hindernis                   | 9:35,31 min                        |

## Persönliche Bestleistungen
Freiluft
- 800 m: 2:04,75 min, 25. August 2020, Manchester
- 2000 Meter Hindernis: 6:08,16 min, 14. Mai 2022, Birmingham
- 3000 m: 8:59,57 min, 11. Mai 2022, Birmingham
- 3000 m Hindernis: 9:15,64 min, 20. Juli 2022, Eugene

Halle
- 3000 m: 9:02,12 min, 13. Februar 2021, Manchester